# الفرقة 19 (جماعة سورية معارضة)
الفرقة 19 هي جماعة سورية معارضة قاتلت في الحرب الأهلية السورية ضد القوات الموالية للرئيس بشار الأسد. تم إنشاء المجموعة في يونيو/حزيران 2013 في الريف الغربي من محافظة حلب كجزء من مشروع التمويل الأجنبي لتوحيد الفصائل المحلية التابعة للجيش السوري الحر في فصائل أكبر، تتشارك نفس الهدف وهو الإطاحة بالحكومة.

## التاريخ
في أيلول/سبتمبر 2012، تشكل لواء الأنصار كجزء من كتائب المعتصم بالله في ريف حلب الغربي. عُرف الفريق حينها بإنتاجه الغزير لمركبات القتال البدائية واليدوية الصنع. في حزيران/يونيو عام 2013 انضم اللواء إلى عدة جماعات متمردة أخرى في المنطقة فتشكلت الفرقة 19.
في أواخر حزيران/يونيو 2013، ألقت الجماعة القبض على ناشط إعلامي في دارة عزة وذلك بعد أن انتقد العقيد محمد باقر قائد أنصار اللواء 19. خلَّف هذا الاعتقال استياءً كبيرًا لدى باقي أطياف المعارضة التي نددت بهذا التصرف وطالبت المحكمة في الأتارب بالإفراج عنه فورًا
في 22 تموز/يوليه 2013، شارك أنصار الخلافة الإسلامية رفقة كتائب من المجموعة 19 ثم تنظيم القاعدة وجبهة النصرة في تنفيذ مجزرة خان العسل راح ضحيتها 51 من القوات البرية العربية السورية في منطقة خان العسل.
في 25 سبتمبر 2013، وقعت المجموعة 19 بيانا جنبا إلى جنب مع 12 جماعة متمردة سورية أخرى؛ وجاء في البيان رفض أي تدخل أجنبي أو مساعدة من قوات أجنبية للفصائل المعارضة السورية بما في ذلك المجلس الوطني السوري.
في 3 حزيران/يونيو 2014، أعلن جيش المجاهدين طرد أنصار المجموعة 19 رفقة قائدها محمد باقر بتهمة السرقة والخطف.